# UNICORN
《UNICORN》是日本歌手倖田來未的第19張錄音室專輯，於2024年4月17日由愛貝克思娛樂旗下的Rhythm zone發行。這是一張J-Pop與舞曲專輯，並融合了謠曲、流行、聖誕與電音放克等曲風。有別於倖田過往的錄音室專輯，這次專輯由原創歌曲以及翻唱歌曲組成，以從各個方向廣泛表達她的音樂風格。
專輯在發行後獲得音樂評論家的正面評價，包括讚賞作品內容能夠充分品味她的現在，以及出道超過20年的她仍然繼續進化。在發行首週，專輯分別空降Oricon公信榜的專輯榜以及日本《告示牌》第14位，並刷新倖田錄音室專輯的最低銷量紀錄。
《UNICORN》一共收錄〈Trust・Last〉、〈Let's fight for love!〉、〈在遙遠城市的某處...〉、〈Vroom〉與〈Silence〉五支單曲，當中大部分均與商業項目搭配。倖田在專輯發行後於同年4月至9月展開全國巡迴演唱會「KODA KUMI LIVE TOUR 2024 ～BEST SINGLE KNIGHT～」，從前一年的演唱會主題延續至專輯的獨角獸概念。

## 發展與詞曲
《UNICORN》是倖田自2022年的《heart》後首張錄音室專輯，製作模式為收錄原創作品以及翻唱自不同歌手的歌曲。倖田的音樂廠牌Rhythm Zone與其所屬母公司Avex Trax在專輯起用多位製作人，當中過半數收錄歌曲均由倖田的丈夫Hi-yunk製作，而其他歌曲的製作人則包括井上慎二郎、CHIVA、河田秀、T-SK、Gakushi，以及武部聰志。專輯的原創歌曲多為搭配商業項目的先發單曲，因此使專輯的定位偏向單曲合輯。在選擇專輯的收錄翻唱曲時，倖田把DAM器材借到錄音室，並以工作人員的喜好演唱了五六個小時不同歌手的作品。雖然最終只留了5首收錄歌曲，但整個籌備期長達1年時間。
《UNICORN》是一張J-Pop與舞曲專輯，並融合了謠曲、流行、聖誕與電音放克等曲風。倖田形容專輯的路線跟以往作品相比更加抓耳，屬於一張從各個方向廣泛表達自己音樂風格的專輯，就算是初接觸她的音樂的聽眾也能夠欣賞。在原創歌曲中，序曲〈UNICORN [Introduction]〉是一首電音放克歌曲，並在歌曲加入「24」的數字以強調倖田的出道24週年。〈Vroom〉是一首充滿疾走感的舞曲，而〈Silence〉則是一首刻意淡化個人特色的溫柔謠曲。〈We are FIGHTERS〉是全輯除序曲外的唯一原創新曲，以舞曲風格展現出「戰鬥的時候並非孤單一人」的訊息。〈Trust・Last〉是一首充滿疾走感的歌曲，專輯收錄倖田的獨唱版，而〈Let's Fight for Love!〉則是一首極其流行的加油歌曲。在翻唱歌曲中，倖田盡量避免過於正統的選曲，而是選擇比較適合自己的演譯的作品。歌曲的涵蓋範圍跨越不同時代，以便各個年齡層的人都能欣賞，並希望透過這些翻唱歌曲幫助傳播音樂的歷史。

## 包裝與發行
《UNICORN》於2024年4月17日由Rhythm zone以五個形式發行。專輯的CD+DVD版與CD+藍光光碟版均收錄11首歌曲，以及〈Silence〉、〈Vroom〉與〈在遙遠城市的某處...〉三曲音樂影片。倖田的歌迷俱樂部與mu-mo商店限定以同樣形式發行兩版本專輯豪華版，DVD與藍光光碟追加收錄專輯製作花絮，並附送照片集，以及以大盒子形式包裝。《UNICORN》的CD版於2024年4月20日在全國巡迴演唱會「KODA KUMI LIVE TOUR 2024 ～BEST SINGLE KNIGHT～」的會場限定發行，作為專輯的第六個發行形式，與數位版一樣收錄11首歌曲。
《UNICORN》的五個版本均由TISCH拍攝，而封面與相關照片則由United Lounge Tokyo的成員設計United Lounge Tokyo的成員設計。封面以置身粉紅色沙漠的倖田作為概念，展現出奇異國度的形象，以非尋常的顏色呼應作為幻想生物的獨角獸。專輯的CD+藍光光碟版封面為穿身黑色服裝的倖田站在沙漠上，以帥氣的表情看著從牆中伸出頭來的獨角獸。而CD+DVD版則為穿身銀白色服裝的倖田蹲在沙漠上，以可愛的表情看著從牆中伸出頭來的獨角獸。專輯的兩版本豪華版及數位版封面均為穿身黑色服裝的倖田大頭照，雙手放在臉旁展現指甲與飾物。而CD版的封面則為穿身銀白色服裝的倖田大頭照，手掌抓起一把沙子。

## 宣傳

### 單曲
〈Trust・Last〉於2023年3月8日作為專輯的首支單曲發行。歌曲為特攝劇集《假面騎士GEATS》的主題，由倖田與湘南乃風合唱。歌曲發行後登上日本《告示牌》與Oricon公信榜的歌曲下載榜冠軍，而實體單曲亦登上Oricon公信榜的第7位。〈Let's fight for love!〉於2023年8月21日作為專輯的第二支單曲發行，也是CYBIRD戀愛遊戲「美男系列」「Fight for Love!」主題曲。
〈在遙遠城市的某處...〉於2023年12月6日作為專輯的第三支單曲發行，也是她連續發行數碼單曲計劃的第一作。歌曲音樂影片的船隻準備、航行與場地協調全數由Zeal公司合作拍攝。〈Vroom〉於2023年12月20日作為專輯的第四支單曲發行，也是2024年東京改裝車展的合作曲。歌曲率先收錄在車展會場發行的音樂卡混音專輯《Driving Hit's -TOKYO AUTO SALON 2024 Edition-》。〈Silence〉於2024年2月14日作為專輯的第五支單曲發行，也是同年3月上映的電影《黃金少年》主題曲。

### 巡迴演唱會
2023年12月6日，倖田宣佈在翌年春天起舉行全國巡迴演唱會「KODA KUMI LIVE TOUR 2024 ～BEST SINGLE KNIGHT～」，演唱曲目以單曲為主。演唱會首場於2024年4月20日在福岡市開始，而尾場則於同年9月16日在大分縣結束，總共在24個城市舉行26場。演唱會延續前一年的演唱會「KODA KUMI LIVE TOUR 2023 ～angeL&monsteR～」的概念，將演唱會的「怪物」主題接續至「獨角獸」。演唱會的初版演唱曲目長達四個半小時，最終刪減至約兩小時十分鐘的正式版本。

## 反響
《UNICORN》發行後獲得音樂評論家正面的評價。日本《告示牌》的高橋梓讚賞收錄〈Vroom〉、〈Silence〉與不同翻唱曲的專輯齊集寬廣曲風的歌曲，成為能夠充分品味倖田來未「現在」的內容。Encore的Juri.K亦在著近似評價，讚賞專輯收錄〈Silence〉、〈Vroom〉以及影響她的歌手翻唱曲等色彩豐富的歌曲。他亦表示無法將目光從出道超過20年仍然持續進化的她移開。
《UNICORN》在發行當週分別空降Oricon公信榜的專輯下載榜第22位，以及日本《告示牌》的專輯下載榜第17位。專輯亦同時以3,471張實體銷量空降Oricon公信榜的專輯榜第14位，以及專輯綜合榜的第23位。在日本《告示牌》，專輯在發行當週空降專輯銷售榜第14位，並空降熱門專輯榜的第14位。《UNICORN》其後在Oricon公信榜的專輯榜逗留了5週，累計銷量達4,412張，再度刷新倖田錄音室專輯的最低銷量紀錄。

## 歌曲列表
| 《UNICORN》 | 《UNICORN》             | 《UNICORN》                   | 《UNICORN》                                                         | 《UNICORN》               | 《UNICORN》 | 《UNICORN》 |
| 曲序        | 曲目                    |                               | 作曲                                                                | 製作人                    | 原唱        | 时长        |
| ----------- | ----------------------- | ----------------------------- | ------------------------------------------------------------------- | ------------------------- | ----------- | ----------- |
| 1.          | UNICORN [Introduction]  | 倖田來未                      | Hi-yunk                                                             | Hi-yunk                   | 原創曲      | 0:57        |
| 2.          | Heaven's Kitchen        | 粉紅邦妮                      | 粉紅邦妮                                                            | Hi-yunk                   | 粉紅邦妮    | 3:27        |
| 3.          | Vroom                   | 倖田                          | Hi-yunk                                                             | Hi-yunk                   | 原創曲      | 3:12        |
| 4.          | TOKIO                   | 糸井重里                      | 加瀨邦彦                                                            | Hi-yunk                   | 澤田研二    | 3:51        |
| 5.          | Silence                 | 倖田 井上慎二郎 （ 日语 ： 井上慎二郎） | 井上                                                                | 井上                      | 原創曲      | 4:48        |
| 6.          | UFO                     | 阿久悠                        | 都倉俊一                                                            | CHIVA                     | 粉紅淑女    | 4:08        |
| 7.          | We are FIGHTERS         | 倖田                          | T-SK （ 日语 ： T-SK） 多和田惠美 （ 英语 ： Emi Tawata） 山姆·凡迪格 哈萊·鮑爾斯 | 河田秀 （ 日语 ： HiDE Kawada） T-SK | 原創曲      | 4:02        |
| 8.          | Trust・Last -TYPE K-    | 藤林聖子                      | Hi-yunk                                                             | Hi-yunk                   | 原創曲      | 3:50        |
| 9.          | PIECE OF MY WISH        | 岩里祐穗                      | 上田知華                                                            | Gakushi                   | 今井美樹    | 4:58        |
| 10.         | 在遙遠城市的某處...（） | 渡邉美佳                      | 中崎英也                                                            | 武部聰志                  | 中山美穗    | 5:32        |
| 11.         | Let's Fight for Love!   | 倖田                          | Hi-yunk                                                             | Hi-yunk                   | 原創曲      | 3:21        |
| 总时长：    | 总时长：                | 总时长：                      | 总时长：                                                            | 总时长：                  | 总时长：    | 42:06       |

| 《UNICORN》 – DVD／藍光光碟 | 《UNICORN》 – DVD／藍光光碟     | 《UNICORN》 – DVD／藍光光碟 | 《UNICORN》 – DVD／藍光光碟 |
| 曲序                        | 曲目                            | 導演                        | 时长                        |
| --------------------------- | ------------------------------- | --------------------------- | --------------------------- |
| 1.                          | Silence（音樂影片）             | Ryuji★Seki                  | 4:51                        |
| 2.                          | Vroom（音樂影片）               | Ryuji★Seki                  | 3:12                        |
| 3.                          | 在遙遠城市的某處...（音樂影片） | Ryuji★Seki                  | 5:42                        |

| 《UNICORN》 – DVD／藍光光碟（豪華版） | 《UNICORN》 – DVD／藍光光碟（豪華版） |
| 曲序                                  | 曲目                                  |
| ------------------------------------- | ------------------------------------- |
| 4.                                    | UNICORN（製作花絮）                   |

## 製作名單
- 倖田來未 – 主聲樂（全曲目）
- 山土井誠 – 混音（曲目1－9、11）
- 四家卯大弦樂團 – 弦樂（曲目5）
- Kazz Noguchi – 製作協調（曲目5）
- YUTA – 鋼琴（曲目6）
- 武部聰志（日语：武部聡志） – 鍵盤（曲目10）
- 遠山哲朗（日语：遠山哲朗） – 結他（曲目10）
- 今野均弦樂團 – 結他（曲目10）
- 前田雄吾 – 編程（曲目10）
- 安達義規 – 混音（曲目10）
- 小泉由香 – 母帶處理

## 榜單排名
| 週榜單（2024年）             | 最高 位置 |
| ---------------------------- | --------- |
| 日本（《告示牌》熱門專輯榜） | 14        |
| 日本（《告示牌》專輯銷售榜） | 14        |
| 日本（《告示牌》專輯下載榜） | 17        |
| 日本（Oricon專輯榜）         | 14        |
| 日本（Oricon專輯下載榜）     | 22        |
| 日本（Oricon專輯綜合榜）     | 23        |

| 榜單（2024年）       | 最高 位置 |
| -------------------- | --------- |
| 日本（Oricon專輯榜） | 44        |

## 發行歷史
| 地區 | 日期          | 形式                  | 廠牌        | 來源   |
| ---- | ------------- | --------------------- | ----------- | ------ |
| 多國 | 2024年4月17日 | 線上下載 串流媒體     | Rhythm zone | [ 11 ] |
| 日本 | 2024年4月17日 | CD + DVD CD+ 藍光光碟 | Rhythm zone | [ 2 ]  |
| 日本 | 2024年4月20日 | CD                    | Rhythm zone | [ 10 ] |